# شیانشیا
شیانشیا (چینی سنتی: 仙俠; چینی ساده‌شده: 仙侠; پین‌یین: xiānxiá; ت.ت. 'قهرمانان جاویدان') یک ژانر ادبی فانتزی چینی است که به شدت از اسطوره‌های چین الهام گرفته و تحت تأثیر تائوئیسم، بودیسم چان، هنرهای رزمی چینی، طب سنتی چین، دین‌های سنتی چینی، دیگر عناصر سنتی فرهنگ چینی و ژانر ووشیا است.ژانر شیانشیا روی تهذیب، نبرد های تخیلی و دنیاهای ماوراءطبیعی تمرکز دارد.

## نمونه
دونگهوای ,"مرتد جاودانه" (Xian ni)
دونگهوای "تاج و تخت نشان" (Shen yin Wangzuo)
دونگهوای "پوشاندن آسمان ها" (Shrouding the heavens)
مانهای "قله هنر های رزمی " (Martial Peak)
مانهای"من یک خدای شیطانی هستم" (Im an evil god)
مانهای "امپراطور جادو" (Magic Emperor)

## تفاوت شیانشیا با ووشیا
تفاوت عمیق ووشیا و شیانشیا مربوط به واقع گرایانه بودن است، در ووشیا عناصر ماوراءالطبیعی وجود ندارد برخلاف شیانشیا که کاملا از عناصر ماوراءالطبیعی مانند اژدهایان و شیاطین تشکیل شده.

## عناصر

### موجودات تخیلی
مانند اژدهایان، غول ها، اهریمن ها و حیوانات و پرندگان عظیم الجثه

### تهذیب انرژی شی
افراد با تهذیب و جمع آوری انرژی شی به قدرت های فراطبیعی دست پیدا میکنند.

### نبرد های حماسی
نبرد با قدرت های عنصری(آتش، آب، یخ و...) و سلاح های جادویی

### سطوح قدرت
مانند جاودانگی، تشکیل روح و غیره...